# Mayumi Shintani
Mayumi Shintani (新谷 真弓, Shintani Mayumi) est une seiyū née le 6 novembre 1975 dans la préfecture d'Hiroshima.    

## Rôles notables en doublure
- Lolo dans Brigadoon: Marin & Melan
- Angel dans King of Fighers 2002
- Shibahime Tsubasa dans Kare Kano
- Haruhara Haruko dans FLCL
- Jakuzure Nonon dans Kill la Kill
- Daikokuten dans Valkyrie Apocalypse

## Rôles notables en film
- Scarlet Claw dans Cutie Honey
- Japan Sinks